# Isachne jayachandranii
Isachne jayachandranii là một loài thực vật có hoa trong họ Hòa thảo. Loài này được Gopalan & V.Chandras. mô tả khoa học đầu tiên năm 2000.